# Мінлива хмарність, часом фрикадельки 2
«Мінлива хмарність, часом фрикадельки 2» (англ. Cloudy with a Chance of Meatballs 2) — американський анімаційний науково-фантастичний комедійний фільм 2013 року. Це продовження фільму «Мінлива хмарність, часом фрикадельки» 2009 року. Стрічку зняли Коді Кемерон та Кріс Пірн, для обох це був дебют у повнометражній режисурі. Сценарій написали Еріка Рівіноя, Джон Френсіс Делі та Джонатан Ґолдстін. До озвучування повернулися актори першої частини: Білл Гейдер, Анна Фаріс, Джеймс Каан, Енді Семберґ, Бенджамін Братт, Ніл Патрік Гарріс і Вілл Форте. До них приєдналися Крістен Шаал і Террі Крюс.
«Мінлива хмарність, часом фрикадельки 2» вийшов у прокат у США 27 вересня 2013 року. Фільм став касовим хітом, зібравши у світовому прокаті 274 мільйони доларів при бюджеті в 78 мільйонів. Попри те, що стрічку вважали слабшою за оригінал, вона отримала загалом позитивні відгуки від критиків.

## Акторський склад
- Білл Гейдер — Флінт Локвуд[11]
- Анна Фаріс — Сем Спаркс[11]
- Вілл Форте — Честер
- Джеймс Каан — Тім Локвуд[11]
- Енді Семберґ — Брент Макгейл
- Ніл Патрік Гарріс — Стів[11]
- Бенджамін Братт — Менні[11]
- Террі Крюс — граф Деверо[12]
- Крістен Шаал — Барб[12][13]
- Коді Кемерон — Баррі[14]

## Сприйняття

### Касові збори
Фільм зібрав 119,8 мільйона доларів у Північній Америці та ще 154,5 мільйона в інших країнах, що в сумі склало 274,3 мільйона доларів по всьому світу. Бюджет стрічки становив 78 мільйонів доларів.
У Північній Америці фільм заробив 9,3 мільйона доларів у день прем’єри та стартував із першого місця в прокаті, зібравши 34 мільйони за перший вікенд. Наступного тижня він опустився на друге місце, додатково заробивши 21 мільйон доларів. У третій вікенд фільм опустився на третю позицію з прибутком 13,8 мільйона, а в четвертий — на п’яте місце, зібравши ще 9,7 мільйона доларів.